# Campaspe
Campaspe (in greco antico: Καμπάσπη?, Kampásp(e); in latino Campaspe, Pancaspe, Pacate; fl. IV secolo a.C.), originaria di Larissa in Tessaglia, era una favorita di Alessandro Magno.

## Storia
Secondo quanto narrato da Plinio il Vecchio nella Naturalis historia, Alessandro desiderava un ritratto di Campaspe, e perciò si rivolse ad Apelle, ritenuto il più grande pittore del tempo. Tuttavia l'artista, mentre dipingeva il nudo di Campaspe, la «più bella tra le mantenute d'Alessandro», s'innamorò di lei. Alessandro, resosi conto del sentimento del pittore guardando l'opera compiuta, gli avrebbe allora ceduto la fanciulla. Plinio narra anche che in seguito Apelle utilizzò Campaspe quale modella per il suo dipinto più famoso, quello di Afrodite Anadiomene (Venere che sorge dalle acque), riprodotta in un famoso affresco di Pompei (che alcuni ritengono una copia romana del dipinto di Apelle).
Di Campaspe parlano anche Luciano di Samosata e Claudio Eliano. Questi riporta (Varia historia 12.34) la voce secondo cui sarebbe stata la prima donna con cui giacque Alessandro. Per questo motivo talvolta nell'iconografia Campaspe viene confusa con Calipso, con cui Alessandro s'accompagnò fin nell'adolescenza.

## Citazioni

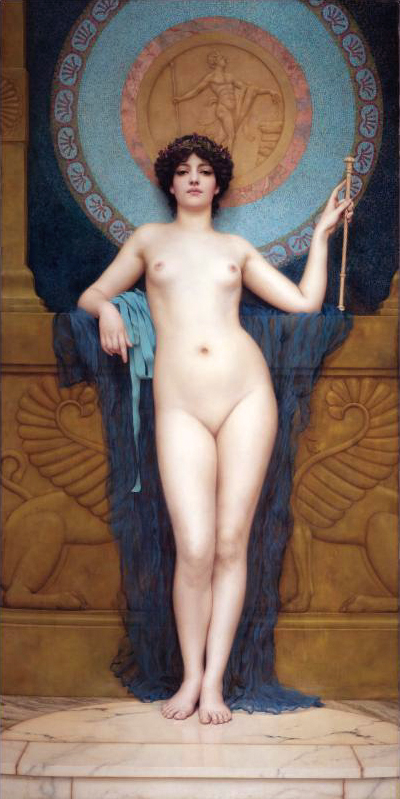
Campaspe, John William Godward (1896)

Apelle che ritrae Campaspe è il soggetto di dipinti di Giambattista Tiepolo, che nel pittore e nella modella ritrasse se stesso e la propria moglie (Alessandro e Campaspe nello studio di Apelle, conservato al Museo delle belle arti di Montréal), Mattia Preti (Apelle che dipinge Campaspe, nella Pinacoteca Stuard di Parma) e Sebastiano Ricci (Apelle ritrae Campaspe (Pancaspe), nella Galleria nazionale della stessa città emiliana). Campaspe è anche il soggetto, insieme ad Apelle, di un'opera dello scultore francese Auguste Ottin sulla facciata nord del Cortile Quadrato del Palazzo del Louvre, a Parigi. 
Apelle e Campaspe è inoltre il titolo di un'opera seria di Giacomo Tritto con libretto di Antonio Simeone Sografi (1795).